# River Edge
River Edge és una població dels Estats Units a l'estat de Nova Jersey. Segons el cens del 2008 tenia 10.674 habitants.

## Demografia
Segons el cens del 2000, River Edge tenia 10.946 habitants, 4.165 habitatges, i 3.102 famílies. La densitat de població era de 2.236,1 habitants/km².
Dels 4.165 habitatges en un 35% hi vivien nens de menys de 18 anys, en un 64,4% hi vivien parelles casades, en un 7,6% dones solteres, i en un 25,5% no eren unitats familiars. En el 22,7% dels habitatges hi vivien persones soles l'11,5% de les quals corresponia a persones de 65 anys o més que vivien soles. El nombre mitjà de persones vivint en cada habitatge era de 2,62 i el nombre mitjà de persones que vivien en cada família era de 3,11.
Per edats la població es repartia de la següent manera: un 24,1% tenia menys de 18 anys, un 5% entre 18 i 24, un 30,2% entre 25 i 44, un 23,8% de 45 a 60 i un 17% 65 anys o més.
L'edat mediana era de 40 anys. Per cada 100 dones de 18 o més anys hi havia 86,7 homes.
La renda mediana per habitatge era de 71.792 $ i la renda mediana per família de 80.422 $. Els homes tenien una renda mediana de 62.044 $ mentre que les dones 41.085 $. La renda per capita de la població era de 33.188 $. Aproximadament el 2,5% de les famílies i el 3,1% de la població estaven per davall del llindar de pobresa.

## Poblacions més properes
El següent diagrama mostra les poblacions més properes.